# Шешуево
Шешуево — деревня в Навлинском районе Брянской области России. Входит в состав Алтуховского городского поселения.

## География
Деревня находится в восточной части Брянской области, в зоне хвойно-широколиственных лесов, на правом берегу реки Крапивны, при автодороге 15К-102, на расстоянии примерно 15 километров (по прямой) к юго-западу от Навли, административного центра района. Абсолютная высота — 165 метров над уровнем моря.
Климат
Климат характеризуется как умеренно континентальный с достаточным увлажнением, тёплым летом и умеренно холодной зимой. Среднегодовая многолетняя температура воздуха составляет 5,2 °С. Средняя температура воздуха самого тёплого месяца (июля) — 18,4 °C; самого холодного (января) — −8,6 °C. Вегетационный период длится около 185 дней. Среднегодовое количество атмосферных осадков составляет 560—600 мм, из которых большая часть выпадает в тёплый период. Снежный покров держится в течение 120—130 дней.
Часовой пояс
Деревня Шешуево, как и вся Брянская область, находится в часовой зоне МСК (московское время). Смещение применяемого времени относительно UTC составляет +3:00.

## Население
| 2010 | 2013 | 2014 | 2015 | 2016 | 2017 | 2018 | 2019 | 2020 |
| ---- | ---- | ---- | ---- | ---- | ---- | ---- | ---- | ---- |
| 83   | ↘82  | ↗84  | ↗85  | ↘80  | ↘77  | ↗79  | ↘78  | ↘77  |
| 2021 |      |      |      |      |      |      |      |      |
| ↘67  |      |      |      |      |      |      |      |      |

Национальный состав
Согласно результатам переписи 2002 года, в национальной структуре населения русские составляли 75 % из 161 чел.